# Fisherman’s Friend

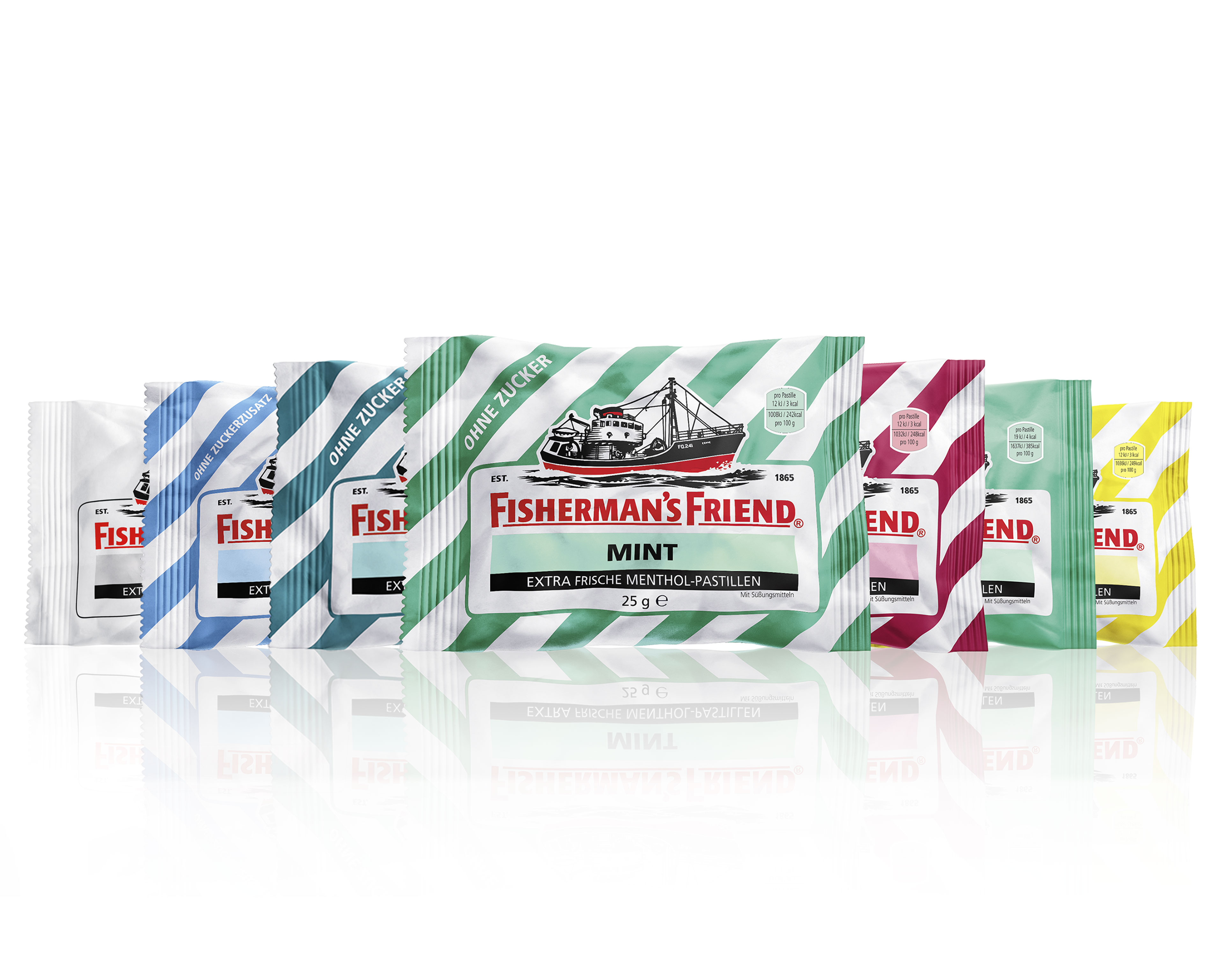
Fisherman’s Friend diverse Sorten

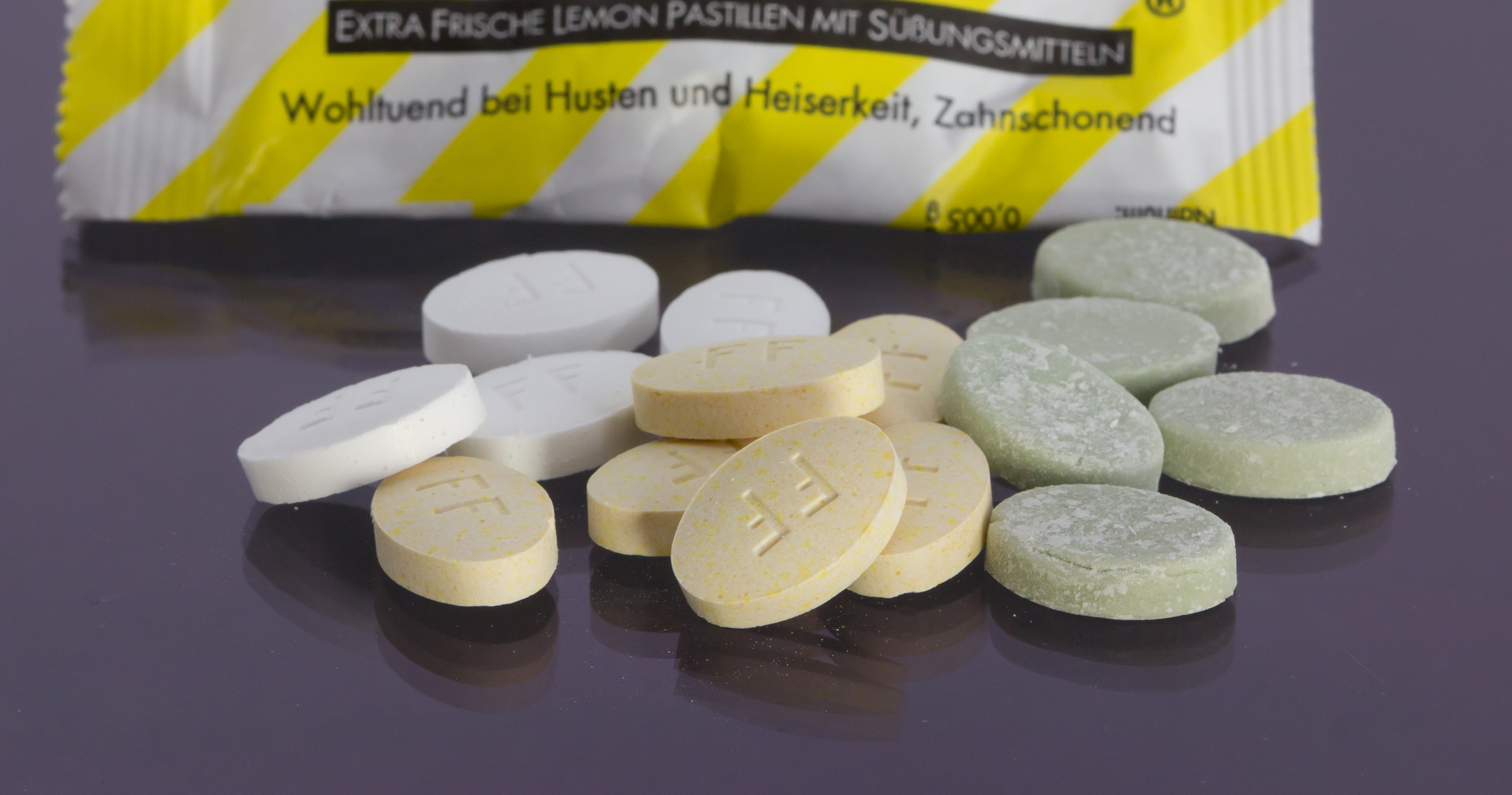
Fisherman’s Friend, diverse Sorten

Fisherman’s Friend (englisch Des Fischers Freund) sind Pastillen verschiedener Geschmacksrichtungen, die von Lofthouse of Fleetwood in Fleetwood in der englischen Grafschaft Lancashire produziert werden.

## Historisches
Fisherman’s Friend wurden von dem jungen Apotheker James Lofthouse zur Linderung der Atemprobleme von Hochseefischern entwickelt. Er hatte 1865 die Idee, eine Tinktur aus Eukalyptus, Lakritz und Menthol in Fläschchen abzufüllen. Durch die rauen Arbeitsbedingungen der Fischer gingen diese sehr oft zu Bruch, so dass James Lofthouse nach einer Alternative suchte. Er verdickte die Rezeptur und stanzte aus der Masse Pastillen. Die Fischer begannen bald, die Pastillen als ihre „Freunde“ zu bezeichnen – daher der Name. Die Pastillen sind in ihrem Aussehen und der Rezeptur seit ihrer Erfindung unverändert geblieben. Sie werden auch heute noch im bekannten Papierbeutel verkauft, der inzwischen allerdings innen kunststoff- oder metallbeschichtet ist.
Fisherman’s Friend werden in über hundert Ländern vertrieben und sind in über 15 Geschmacksrichtungen erhältlich, einige davon jedoch nur in ausgewählten Ländern. Es gibt sowohl zuckerfreie Sorten in gestreiften Verpackungen als auch Sorten mit Zucker in einfarbigen Verpackungen. Einige Zeit war Fisherman’s Friend auch als Kaugummi erhältlich. Dieser wurde inzwischen wieder eingestellt. Im Sommer 2019 wurde „Fisherman's Friend ProFresh“ in zwei Sorten in Deutschland eingeführt.  Anfang 2020 kamen kakaohaltige Sorten unter der Bezeichnung „Chocolate Mint“ hinzu. 2021 wurde zudem ein Adventskalender mit 19 verschiedenen Sorten und fünf weiteren Überraschungen (Minzsamen, ein Sattelschutz, ein Kartenspiel, ein Flaschenöffner und eine Dose für Pastillen) auf den Markt gebracht.
In einer Papierpackung sind bspw. bei der Sorte „Wild Cherry“ 25 Gramm bzw. 23 Pastillen enthalten. Aufgrund von 88 Prozent Luft in der 3×20-Gramm-Verpackung von Fisherman’s Friend hat die Eichdirektion Nord in Hamburg im Mai 2011 wegen des Verdachts einer Mogelpackung ein Ordnungswidrigkeitsverfahren eingeleitet.

## Produkte
In Deutschland sind derzeit folgende Produkte erhältlich:

### Klassische Sorten (zuckerhaltig)
- Eucalyptus
- Mint
- Anis*

### Klassische Sorten (zuckerfrei)
- Eucalyptus
- Mint
- Cherry
- Spearmint
- Lemon
- Salmiak
- Salbei*
- Honey & Lemon*
- Tropical**
- Raspberry***
- Lakritz***
- Citrus***
- Grapefruit***
- Cassis***
- Apple-Cinnamon***
- Beeren-Mix***
- Cola***
- Blackcurrant

### Chocolate Mint (zuckerfrei)
- Chocolate Mint
- Chocolate Mint Orange
- Chocolate Mint Cherry
- Chocolate Mint Salted Caramel

### ProFresh (zuckerfrei)
- Blueberry
- Sweetmint

* Nur in Apotheken erhältlich
** Nur Online erhältlich
*** Nur noch zu bestimmten Aktionen erhältlich

## StrongmanRun
Fisherman’s Friend ist Namensgeber des StrongmanRun, eines Langstreckenlaufes mit Hindernissen.